# Christian Witzel
Christian Witzel (* 1971) ist ein deutscher Mediziner und Hochschullehrer. Er ist Facharzt für Plastische und Rekonstruktive Medizin, spezialisiert auf Gewebetransplantation, seit 1. Juli 2025 ist er Klinikleiter der Klinik für Plastische Chirurgie und Handchirurgie am Luzerner Kantonsspital (LUKS).

## Leben und Wirken
Nach dem Studium an der medizinischen Fakultät der Humboldt-Universität Berlin sowie an der Université Louis Pasteur in Straßburg promovierte Christian Witzel 2002 zum Thema der Myokardialen Vitalitätsdiagnostik. Nach Weiterbildung an der Universitätsklinik der Charité in Berlin sowie der Universitätsklinik der RWTH Aachen und einem Forschungsaufenthalt am Johns Hopkins Hospital in Baltimore 2001-02 habilitierte er sich 2016 zum Thema der Nervenregeneration nach Unfällen. Das Thema lautete: Zur Morphologie axonaler Regeneration im peripheren Nerven - Das Verhalten regenerierender Axone in der frühen Phase nach traumatischer Nervenläsion an der Reparaturstelle und seine potentielle Beeinflussung. Witzel etablierte während seiner Tätigkeit an der Charité die Abteilung für Plastische, Rekonstruktive und Ästhetische Chirurgie an der Chirurgischen Klinik, die er dann 10 Jahre lang bis zum Juni 2025 leitete. An der Charité war er auch als Hochschullehrer tätig.
Ein Grundpfeiler von Witzels Arbeit ist die Überzeugung von der Notwendigkeit fachspezifischer Interdisziplinarität durch Zusammenwirken unterschiedlicher Disziplinen wie z. B. Unfall-, Gefäß-, Thorax- und Neurochirurgie sowie Gynäkologie. Dieser Ansatz war oft Gegenstand seiner Vorträge und Veröffentlichungen.

## Forschungsschwerpunkte
Witzel ist spezialisiert auf die Transplantation unterschiedlicher Gewebequalitäten und -kompositionen. Er forscht u. a. zum Regenerationsverhalten von peripheren Nerven nach Transplantation. Hierbei ist auch deren mögliche Beeinflussung Gegenstand der Untersuchungen. Seine Arbeitsgruppe konnte zum Beispiel belegen, dass direkte elektrische Nervenstimulation die Regeneration grundsätzlich fördert, ohne jedoch deren Geschwindigkeit zu erhöhen.
Im Rahmen eines interdisziplinären BMFTR-geförderten Projektes forscht Witzel zur Etablierung eines körpereigenen Fettzell-basierenden Brustersatzimplantats, das als Advanced Therapy Medicinal Product (ATMP) einen innovativen rekonstruktiven Lösungsansatz nach Mastektomie darstellt. Aus Biogelen wird ein Stützgerüst gedruckt, welches mit körpereigenen Fettzellen für ein Brustimplantat angereichert wird. Die Auswahl der Teilnehmer aus einer Hochleistungstechnologieplattform unter Nutzung von 3D-Bioprintings mit ausgewiesener grundlagenwissenschaftlicher und klinischer Expertise ermöglicht eine effiziente Überführung in die klinische Praxis.
Ein weiterer Forschungsschwerpunkt ist im Rahmen seiner Arbeit in der Transplantationsmedizin der Chirurgischen Klinik der Charité auf die Durchblutung der Leber und deren Einfluss auf die Organfunktion nach Lebertransplantation gerichtet. Diese Untersuchungen betreffen vornehmlich Kinder mit angeborenen Veränderungen im Organsystem von Leber, Galle und den Gallenwegen.

## Schriften (Auswahl)
- mit C. Rohde, T. M. Brushart: Pathway sampling by regenerating peripheral axons. In: Journal of Comparating Neurology. Mai 9/2005, 183-90; 485 (3). doi:10.1002/cne.20436
- mit G. Koulaxouzidis, W. Reutter, H. Hildebrandt, G. B. Stark: In vivo stimulation of early peripheral axon regeneration by propionylmannosamine in the presence of polysialtransferase ST8SIA2. In: Journal of Neural Transmission (Vienna) Sep. 2015; 1211-9; 1222 (9). doi:10.1007/s00702-015-1397-1
- mit T. M. Brushart; G. Koulaxouzidis; M. Infanger: Electrical nerve stimulation enhances perilesional branching after nerve grafting but fails to increase regeneration speed in a murine model. In: Journal of Reconstrucive Microsurgery. 2016, 491-97: 32. doi:10.1055/s-0036-1579540
- mit T. Dziozio; F. Martin; S. Gul-Klein, B. Globke; P.V. Ritschl; M. Jara; K. H. Hildebrandt; M. Nosser, G. Koulaxouzidis; U. Fehrenbach; A. Gratopp; S. Henning; P. Bufler; W. Schoning; M. Schmelzle; J. Pratschke; R. Ollinger (2022): Hepatic artery reconstruction using an operating microscope in pediatric liver transplantation – is it worth the effort? In: Pediatric Transplantation, 26 (2), Article e14188. doi:10.1111/petr.14188
- mit S. Kälin; KR Miller; RE Kälin; M. Jendrach; FLJ Heppner: CNS myeloid cells critically regulate heat hyperalgesia. In: Clin. Invest. 2018 Jul. 2; 128 (7): 128 (7): 2274-2786. doi:10.1172/JCI95305. Epub. 2018 May 21.PMID 29634489.